# ۲۹۱ برادوی
۲۹۱ برادوی (انگلیسی: 291 Broadway) یک ساختمان تجاری در خیابان برادوی، منهتن، نیویورک است.
این ساختمان که در سال ۱۹۱۰ شروع به ساخت و در سال ۱۹۱۱ افتتاح شده‌است دارای ۱۹ طبقه و ۷۷ متر ارتفاع می‌باشد.

## نگارخانه

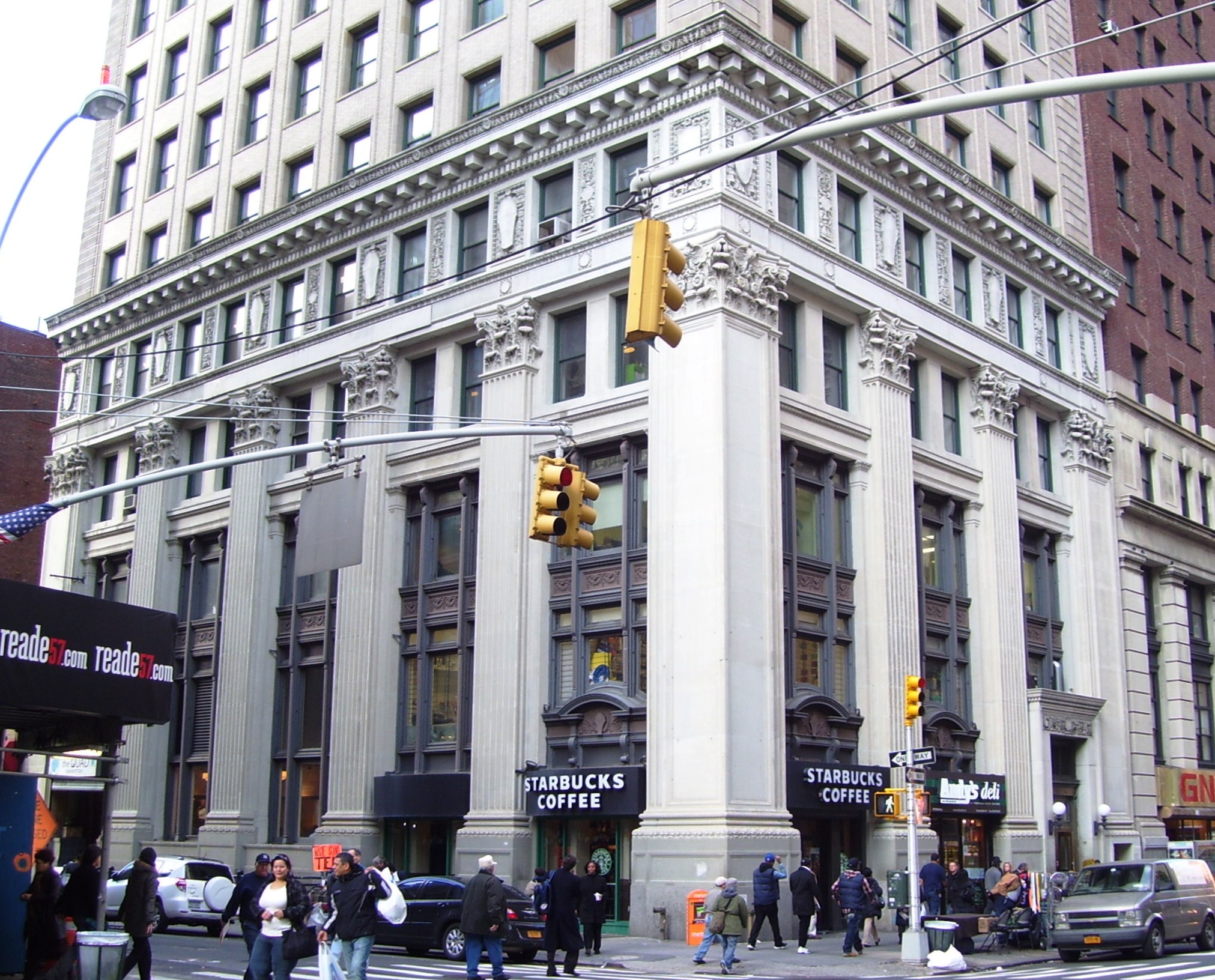
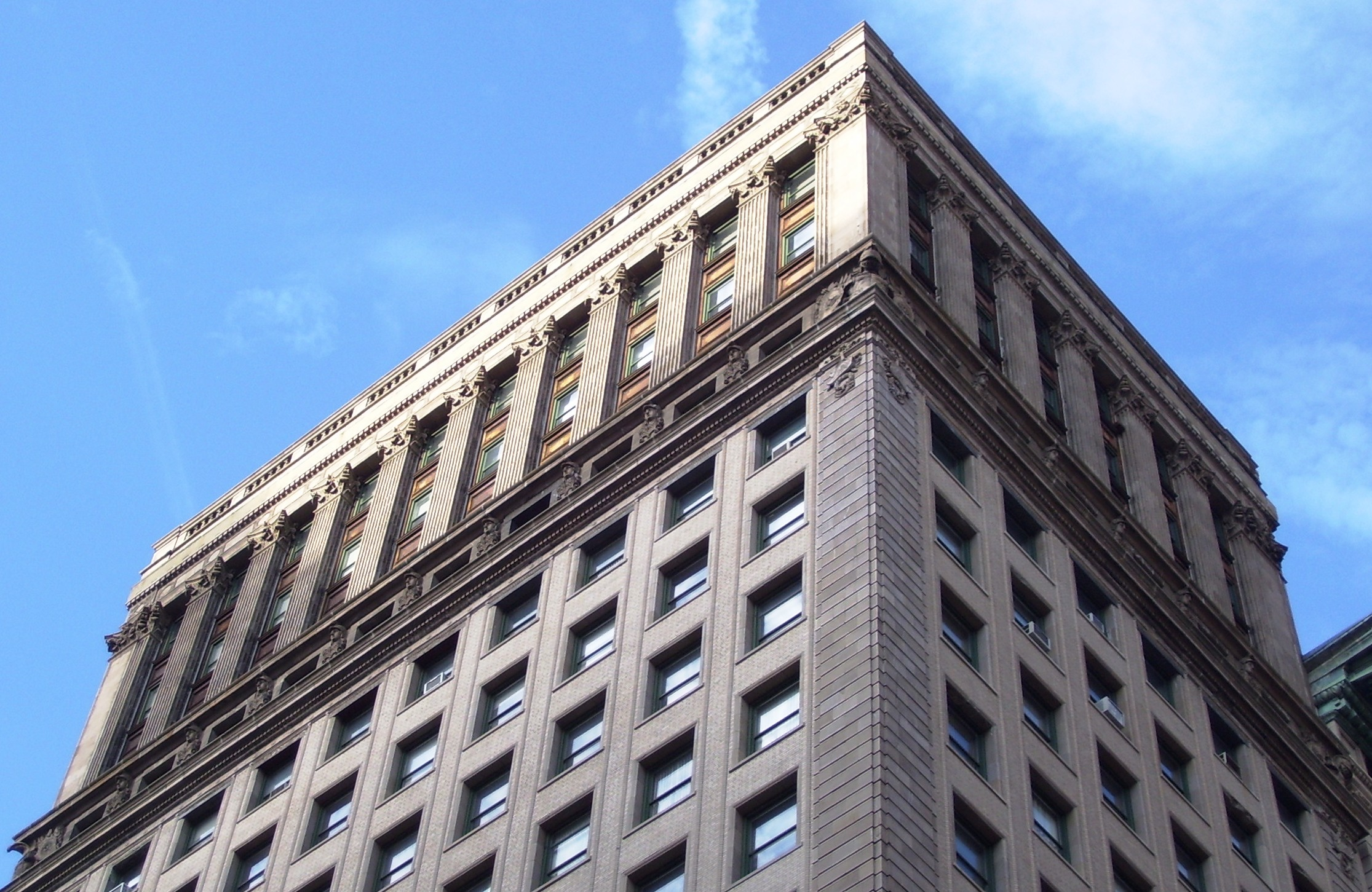